# Maria Ribot Gasull
Maria Ribot Gasull (Palafrugell, Bajo Ampurdán, 1925 - 1992) fue una pintora y grabadora española. 
Recibió clases de dibujo del maestro Lluís Medir Jofra. Desarrolló la actividad artística al margen del activado profesional en el taller textil familiar. Su obra incluye dibujos a tinta, acuarelas y grabados, donde reproduce los paisajes y personajes de Palafrugell y el Empordanet.
Algunas de estas obras fueron reproducidas en la Revista de Palafrugell, otras publicaciones locales y en calendarios del corcho, por las cuales fue conocida por sus vecinos. A principios de los noventa, ilustró el segundo volumen de La cocina de la Empordanet, de Edicions Baix Empordà. También participó en exposiciones colectivas, pero buena parte de su obra es todavía inédita. Practicó también la fotografía y la escritura. Se han localizado colaboraciones literarias de Maria Ribot en la revista Canigó. Revista literaria cultural deportiva (Figueras) entre los años 1954 y 1956.
Su fondo documental se conserva en el Archivo Municipal de Palafrugell. En 2008, el número 6 de la colección local Galería de personajes se dedicó a su figura.